# 야마모토 노리미치
야마모토 노리미치(일본어: 山本 義道, 1995년 7월 25일~)는 일본의 축구 선수이다.

## 구단 경력
그는 2018년 J2리그의 츠바이겐 가나자와에 입단했다. 2019년까지 53경기에 출전하여, 4득점을 넣었다. 2020년 J1리그의 요코하마 F. 마리노스로 이적했다. 2020년 8월 J2리그의 주빌로 이와타로 이적했다. 2021년 J2리그 우승으로 J1리그로 승격했다. 2022년후 J2리그에 강등했다. 2023년 7월 J2리그의 츠바이겐 가나자와로 이적했다. 2023년후 J3리그에 강등했다.